# 浴田由紀子
浴田 由紀子（えきだ ゆきこ、1950年〈昭和25年〉12月19日 - ）は、日本の政治活動家、元東アジア反日武装戦線“大地の牙”部隊のメンバー。同部隊リーダー齋藤和の内縁の妻であった。なお、「えきた」といわれることも多いが、正しくは「えきだ」である。山口県長門市出身。

## 人物
現在の長門市に生まれる。生家は地主だったが、農地改革で没落していた。
1969年（昭和44年）、県立大津高校卒業後、北里大学衛生学部に一般入試で入学。北里大学への進学にあたっては、一般入試受験前に推薦入試で不合格となっていた。だが親族の紹介により、地元選出国会議員だった安倍晋太郎の東京の家で書生・行儀見習いをしつつ北里の夜学に通うすべも用意されていた。
1971年（昭和46年）、学生運動とは無縁だったが、高校の同級生の逮捕をきっかけにその救援活動に入り、伊達政保らと知り合う。同年初夏、渋谷駅前でハンスト中の平岡正明らのテック闘争に遭遇し、斎藤和と出会う。同年秋、斎藤らと出かけた韓国への「学習旅行」が大きな契機となり、反日思想を醸成させていく。
1973年（昭和48年）、大学卒業。新宿の三越診療所で臨床検査技師として勤務。同年、平岡・伊達・朝倉喬司らと共に楊明雄・戦後補償闘争、ダニエル・ロペス戦後補償闘争、ミクロネシア独立闘争などに参画。ロペス戦後補償闘争においては、ロペスとの偽装婚約を行い身元引受人となった。しかし、ロペスとの生活に疲れ、右翼やヤクザとの共闘も行っていた闘争の方向性にも疑問を感じていたころ、相談相手となったのが斎藤であった。
1974年（昭和49年）、母校の研究職に転じる。しばらくして斎藤と同棲。当初、前歴がなく警察に顔の割れていない浴田が、住所不定無職の斎藤へ住居を提供する目的で同居したが、内縁関係となる。同年10月、東アジア反日武装戦線の「大地の牙」へ正式に加入。10月14日の三井物産爆破事件で爆弾を設置するなど、「大地の牙」部隊が起こした連続企業爆破事件の犯行に関わったとされる。なお、浴田本人には爆弾製造に関する知識はなく、目覚まし時計を元に時限装置を作り斎藤に渡したとされるが、それが犯行に使われたかどうかは不明である。
1975年（昭和50年）2月、朝日生命成人病研究所へ転職。同年5月19日朝8時ごろ、居住していた江東区亀戸のツタバ・マンションで就寝中、踏み込んできた警察官に齋藤と共に逮捕される。齋藤は逮捕直後に青酸カリを飲み同日死亡。ちなみに浴田は、逮捕されるまで内縁の夫である齋藤の下の名前「和」の正しい読み方を知らなかったという。齋藤の自殺を、翌日取調べ中の警察官から聞かされ、「夫殺し!」「同志殺し!」といった誹謗中傷を受けたあと、(齋藤は)「革命に殉じた」と言われたり、四十九日におはぎの差し入れを受けるといった自供を引き出すための行為や、親族と名乗る女性の泣き脅しといった、救援連絡センターや他の東アジア反日武装戦線のメンバーから引き離す作戦を受けた。だが警察および検察側の意図に反して、獄中者組合に加入した浴田は他のメンバーらと東アジア反日武装戦線の新部隊“KF部隊”を結成。女性メンバーである大道寺あや子らと共に、当初収容された女区、彼女らを隔離した男区に於いて激しい獄中闘争を繰り広げることとなった。初公判では「革命戦士です。職業は東アジア反日武装戦線兵士。本籍は全世界人民共和国です」と自己紹介した。また当時、「革命は義」という言葉を常に語っていたと益永利明に証言されている。益永は獄中闘争の急先鋒となっていた浴田と、それを扇動した佐々木規夫の実兄などの支援者らから自白の自己批判を執拗に迫られていた。
1977年（昭和52年）のダッカ事件において、日本赤軍の要求に基づき超法規的措置で釈放される。その後日本赤軍に加入。国際手配される。
1981年（昭和56年）に一子を出産した。
1995年（平成7年）、ペルーからルーマニアへ日系ペルー人を装って入国し、潜伏活動していたところを3月20日に身柄を拘束され、偽造有印私文書行使の容疑で国外退去となり日本へ向かう飛行機内で逮捕された。このことについて、のちの裁判で弁護側は、本人は日本行きに反対であったこと、移送の状況が強制送還と考えられることなどを挙げ、違法性を指摘している。
1995年11月の東京地裁における意見陳述では闘争を正当化する一方で、三菱重工爆破の死傷者および遺族に対しては「心からの謝罪」を表明し、また20年間も謝罪しなかったこと、事件直後の声明で被害者を植民者呼ばわりして居直ったことも誤りと認めた。
2002年（平成14年）7月4日、検察は無期懲役を求刑したが東京地方裁判所にて懲役20年の判決が下される。「大地の牙」単独の事件に関して裁判所の判決が出たのは初めてであった。検察側・弁護側共に量刑が不当だとして控訴したが、2004年5月11日、東京高等裁判所は双方の控訴を棄却。浴田は上告したものの、8月5日に上告を取り下げ、懲役20年の判決が確定した。
服役中は栃木刑務所で過ごし、2017年（平成29年）3月23日に刑期満了で釈放された。釈放の際は東京拘置所へ移っていた。
2017年3月、「えきたゆきこ」の筆名で作家デビューし、また、同年に公開された韓国のドキュメンタリー映画『狼をさがして』に出演、監督のインタビューに応じた。映画の中で浴田はあらためて自身の活動を擁護、東アジア反日武装戦線のテロを正当化している。

## 著書
- 『マコの宝物』 えきた ゆきこ（現代企画室、2017年） ISBN 978-4773817034